# Донья
Донья (італ. Dogna) — муніципалітет в Італії, у регіоні Фріулі-Венеція-Джулія, провінція Удіне.
Донья розташована на відстані близько 520 км на північ від Рима, 100 км на північний захід від Трієста, 45 км на північ від Удіне.
Населення — 181 особа (2014).
Щорічний фестиваль відбувається 10 серпня. Покровитель — Святий Лаврентій.

## Демографія
Населення за роками:

Станом на 1 січня 2023 року в муніципалітеті офіційно проживали 3 іноземці з 3 країн, серед них 1 громадянин країн Євросоюзу.

## Сусідні муніципалітети
- Кьюзафорте
- Мальборгетто-Вальбруна
- Моджо-Удінезе
- Понтебба